# Osiedle Niepodległości (Wągrowiec)
Osiedle Niepodległości – osiedle położone w północno-wschodniej części Wągrowca.